# Juan VI de Anhalt-Zerbst
Juan VI de Anhalt-Zerbst (en alemán, Johann VI. von Anhalt-Zerbst; Zerbst, 24 de marzo de 1621-4 de julio de 1667), fue un príncipe alemán de la Casa de Ascania y gobernante del principado de Anhalt-Zerbst. Es también un ancestro del actual duque de Edimburgo.

## Biografía
Era el único hijo varón del príncipe Rodolfo de Anhalt-Zerbst y de su segunda esposa, Magdalena, hija del conde Juan VII de Oldemburgo.
Juan sucedió a su padre en Anhalt-Zerbst con solo cinco meses de edad; durante su larga minoría de edad, su tío paterno, Augusto de Anhalt-Plötzkau, actuó como regente en el principado.
La educación de Juan fue supervisada principalmente por su madre. La inestabilidad política causada por la guerra durante la guerra de los Treinta Años provocó que Juan recibiera su educación en Zerbst, Coswig y Wittenberg en varios periodos. Desde 1633, continuó con su educación en la corte de su tío materno, Antonio Gunter, conde de Oldemburgo.
Inmediatamente después de que llegara a la edad adulta y formalmente asumiera el gobierno de su estado, hizo del luteranismo la religión oficial en Zerbst. Aumentó también apreciablemente el tamaño de su principado mediante la adquisición de varios feudos.
En 1642 su tío, Luis de Anhalt-Köthen, lo admitió en la Sociedad Fructífera conjuntamente con el Hofrat Konrad Balthasar Pichtel y el Hofjunker Joachim von Boeselager. Eligió como lema anmutiger Schärfe ("agudeza agraciada"). Como emblema le fue reservada la flor del Tropaeolaceae.

## Matrimonio e hijos
En Gottorp el 16 de septiembre de 1649 contrajo matrimonio con Sofía Augusta (Gottorp, 5 de diciembre de 1630-Coswig, 12 de diciembre de 1680), hija de Federico III de Schleswig-Holstein-Gottorp. Tuvieron catorce hijos:
1. Juan Federico, príncipe heredero de Anhalt-Zerbst (Zerbst, 11 de octubre de 1650-13 de marzo de 1651).
2. Jorge Rodolfo, príncipe heredero de Anhalt-Zerbst (Zerbst, 8 de septiembre de 1651-26 de febrero de 1652).
3. Carlos Guillermo (Zerbst, 16 de octubre de 1652-8 de noviembre de 1718), sucedió a su padre como príncipe de Anhalt-Zerbst.
4. Antonio Gunter (Zerbst, 11 de enero de 1653-10 de diciembre de 1714), príncipe de Anhalt-Mühlingen.
5. Juan Adolfo (Zerbst, 2 de diciembre de 1654-19 de marzo de 1726).
6. Juan Luis (Zerbst, 4 de mayo de 1656-Dornburg, 1 de noviembre de 1704), príncipe de Anhalt-Zerbst-Dornburg.
7. Joaquín Ernesto (Zerbst, 30 de julio de 1657-4 de junio de 1658).
8. Magdalena Sofía (Zerbst, 31 de octubre de 1658-30 de marzo de 1659).
9. Federico (Zerbst, 11 de julio de 1660-24 de noviembre de 1660).
10. Eduviges María Leonor (Zerbst, 30 de enero de 1662-30 de junio de 1662).
11. Sofía Augusta (Zerbst, 9 de marzo de 1663-Weimar, 14 de septiembre de 1694), desposó el 11 de octubre de 1685 al duque Juan Ernesto III de Sajonia-Weimar.
12. Una hija (n. y m. Zerbst, 12 de febrero de 1664).
13. Alberto (n. y m. Zerbst, 12 de febrero de 1665).
14. Augusto (Zerbst, 23 de agosto de 1666-ib., 7 de abril de 1667).